# Ugo Ceseri
Ugo Ceseri (Firenze, 30 giugno 1893 – Roma, 3 dicembre 1940) è stato un attore italiano.

## Biografia
Nato a Firenze, debutta come attor giovane, in teatro, nella Compagnia di Ermete Novelli, poi recita con Ruggero Ruggeri, con Andreina Pagnani, Nino Besozzi e Armando Falconi. Nel 1931, Mario Camerini gli affida una piccola parte nel film Figaro e la sua grande giornata, che sarà il suo ingresso nel mondo della celluloide, dove apparirà in circa 45 film, sino alla morte avvenuta nel 1940.

## Filmografia
- Figaro e la sua gran giornata, regia di Mario Camerini (1931)
- Palio, regia di Alessandro Blasetti (1932)
- La vecchia signora, regia di Amleto Palermi (1932)
- La cantante dell'Opera, regia di Nunzio Malasomma (1932)
- Una notte con te, regia di E. W. Emo e Ferruccio Biancini (1932)
- Cercasi modella, regia di E. W. Emo (1932)
- Il caso Haller, regia di Alessandro Blasetti (1933)
- Lisetta, regia di Carl Boese (1933)
- Oggi sposi, regia di Guido Brignone (1934)
- Tenebre, regia di Guido Brignone (1934)
- Seconda B, regia di Goffredo Alessandrini (1934)
- Frutto acerbo, regia di Carlo Ludovico Bragaglia (1934)
- Vecchia guardia, regia di Alessandro Blasetti (1935)
- Maestro Landi, regia di Giovacchino Forzano (1936)
- Quei due, regia di Gennaro Righelli (1935)
- Passaporto rosso, regia di Guido Brignone (1935)
- Il serpente a sonagli, regia di Raffaello Matarazzo (1935)
- Aldebaran, regia di Alessandro Blasetti (1935)
- Ginevra degli Almieri, regia di Guido Brignone (1935)
- Nozze vagabonde, regia di Guido Brignone (1936)
- Musica in piazza, regia di Mario Mattoli (1936)
- Ma non è una cosa seria, regia di Mario Camerini (1936)
- La danza delle lancette, regia di Mario Baffico (1936)
- Tredici uomini e un cannone, regia di Giovacchino Forzano (1936)
- I due sergenti, regia di Enrico Guazzoni (1936)
- È tornato carnevale, regia di Raffaello Matarazzo (1936)
- I fratelli Castiglioni, regia di Corrado D'Errico (1937)
- Contessa di Parma, regia di Alessandro Blasetti (1937)
- Nina, non far la stupida, regia di Nunzio Malasomma (1937)
- Crispino e la comare, regia di Vincenzo Sorelli (1938)
- L'orologio a cucù, regia di Camillo Mastrocinque (1938)
- Retroscena, regia di Alessandro Blasetti (1939)
- Il segreto inviolabile, regia di Julio Flechner de Gomar (1939)
- La mia canzone al vento, regia di Guido Brignone (1939)
- L'eredità in corsa, regia di Oreste Biancoli (1939)
- Papà per una notte, regia di Mario Bonnard (1939)
- Un'avventura di Salvator Rosa, regia di Alessandro Blasetti (1940)
- Mare, regia di Mario Baffico (1940)
- Fortuna, regia di Max Neufeld (1940)
- Cantate con me!, regia di Guido Brignone (1940)
- La canzone rubata, regia di Max Neufeld (1940)
- Mamma, regia di Guido Brignone (1940)